# Alessandro Moreno
Pour les articles homonymes, voir Moreno.
Pas d'image ? Cliquez ici

a Compétitions nationales et continentales officielles uniquement.

b Matchs officiels uniquement.
Dernière mise à jour le 12 novembre 2021.
Alejandro Cristian Moreno ou Alessandro Moreno (né le 21 avril 1973 à Buenos Aires) est un joueur de rugby à XV italo-argentin.

## Biographie
Alessandro Moreno est pilier et mesure 1,83 m pour 114 kg. 
Il a honoré sa première cape internationale le 3 octobre 1998 avec l'équipe d'Argentine contre le Paraguay pour une victoire 59-0 à Asuncion.
Alessandro Moreno a connu 3 sélections avec les Pumas en octobre 1998 mais il choisit de jouer avec les Azzurri la Coupe du monde de rugby 1999. 
Il a honoré sa première cape internationale le 10 octobre 1999 avec l'équipe d'Italie contre les Tonga pour une défaite 28-25 à Leicester.
Il joue à Buenos Aires et à Rio Negro avant de partir en Italie. 
Il joue ensuite au plus haut niveau à Agen, Perpignan, Brive ou Leicester.
À partir de 2008 il joue à Calvisano, en Italie.
Il est en 2021 et 2022 le coach principal du club de l'AS Rugby Milano évoluant en Serie A. (http://www.rugbymilano.it/it/prima-squadra-2021)

## Clubs successifs
- Roca RC  Argentine
- San Fernando  Argentine
- SU Agen  France 1999-2000
- Worcester Warriors  Angleterre 2000-2002
- USA Perpignan  France 2002-2004
- CA Brive  France 2004-2005
- Leicester Tigers  Angleterre 2005-2008
- Rugby Calvisano  Italie 2008-2009
- L'Aquila Rugby  Italie 2009
- Leeds Carnegie  Angleterre 2009-2010
- Cavalieri Prato  Italie 2014-2015

## Statistiques en équipe nationale

### Avec l'Argentine
- 3 sélections avec l'Argentine
- Sélections par année : 3 en 1998.

### Avec l'Italie
- 5 sélections avec l'Italie
- Sélections par année : 2 en 1999, 2 en 2002, 1 en 2008.
- Coupe du monde de rugby disputée : 1999 (2 matchs, 2 comme titulaire).